# Nabel der Welt
Nabel der Welt ist ein Ort, der nach einer mythologischen Vorstellung den Weltenmittelpunkt verkörpern soll. Beispiele solcher Orte sind:
- der Umbilicus urbis in Rom

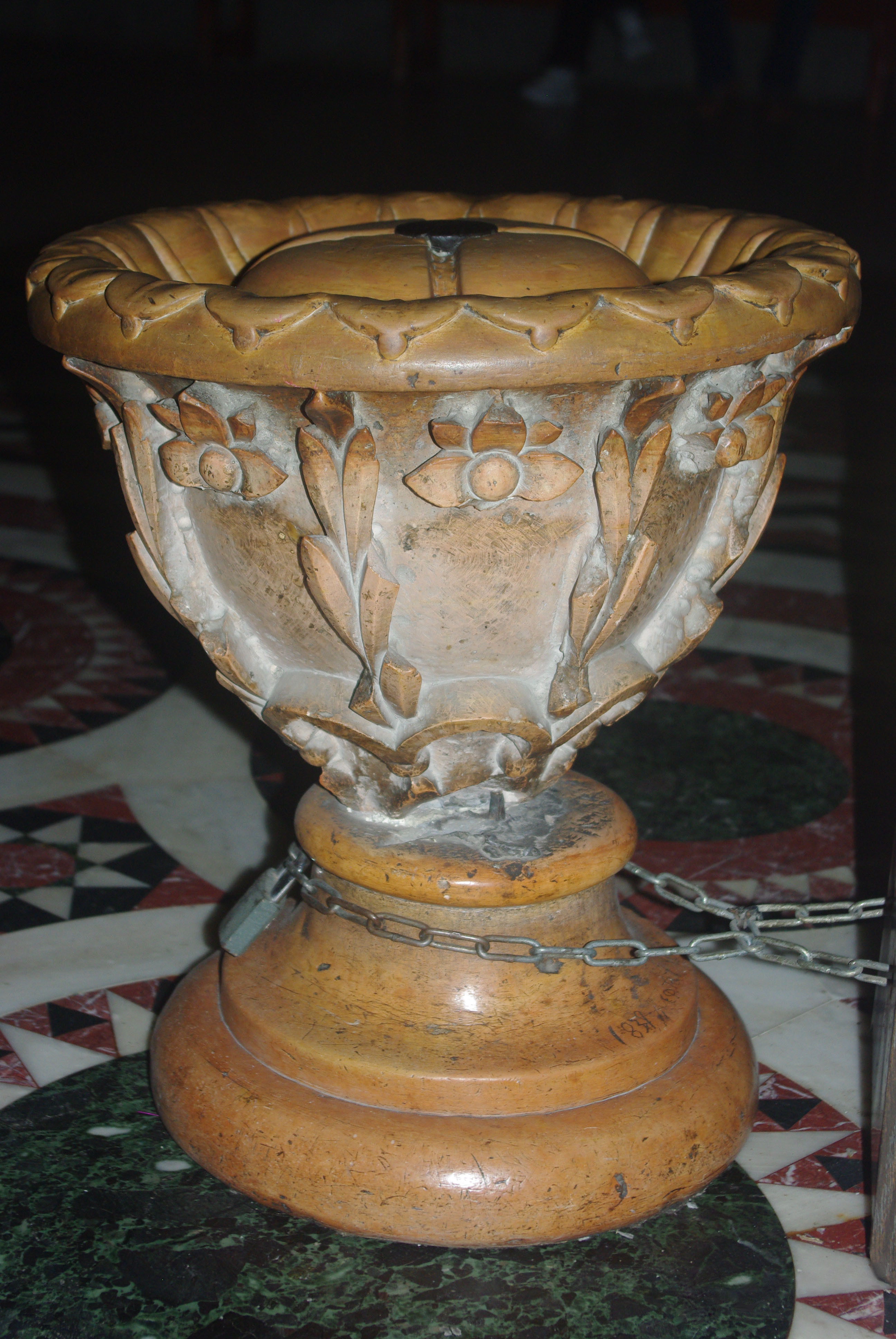
Der Nabel der Welt in der Grabeskirche

- Te Pito o Te Henua auf der Osterinsel im Südostpazifik
- der Omphalos in Delphi
- Der Gründungsfels im Felsendom in Jerusalem
- das Katholikon der Grabeskirche in Jerusalem
- die Stadt Cusco in Peru
- der Nabel des Reiches (umbilicus imperii) in Bamberg
- der Omphalos in Berlin
- das Omphalion in der Hagia Sophia in Istanbul.

Die Redensart „sich für den Nabel der Welt halten“ fand als Umschreibung für Egozentrismus Eingang in die deutsche Umgangssprache.